# Musić
Musić falu Horvátországban, Eszék-Baranya megyében. Közigazgatásilag Névnához tartozik.

## Fekvése
Eszéktől légvonalban 49, közúton 69 km-re délnyugatra, Diakovártól légvonalban 18, közúton 28 km-re nyugatra, községközpontjától 3 km-re délre, Szlavónia középső részén, a Dilj-hegység északkeleti lejtőin, a Pozsegát Diakovárral összekötő főúttól délre fekszik.

## Története
A falu török uralom idején keletkezett, amikor Boszniából katolikus horvát családok települtek ide. Nevét általában a török Musa személynévből (mely a Mózes török változata) származtatják. A török kiűzése után a településen 6 ház állt, majd a század közepéig a házak száma 10-re emelkedett. 1756-ban 8 újabb család érkezett a településre. A 19. század elején már 21 háza volt 181 lakossal.
Az első katonai felmérés térképén „Musics” néven található. Lipszky János 1808-ban Budán kiadott repertóriumában „Musich” néven szerepel. Nagy Lajos 1829-ben kiadott művében „Musich” néven 49 házzal, 294 katolikus vallású lakossal találjuk.
A településnek 1857-ben 247, 1910-ben 349 lakosa volt. Verőce vármegye Diakovári járásának része volt. Az 1910-es népszámlálás adatai szerint lakosságának 94%-a horvát, 3%-a szerb anyanyelvű volt. Az első világháború után 1918-ban az új szerb-horvát-szlovén állam, majd később (1929-ben) Jugoszlávia része lett. 1991-től a független Horvátországhoz tartozik. 1991-ben lakossága horvát nemzetiségű volt. 2011-ben a településnek 75 lakosa volt.

## Lakossága
| Lakosság változása | Lakosság változása | Lakosság változása | Lakosság változása | Lakosság változása | Lakosság változása | Lakosság változása | Lakosság változása | Lakosság változása | Lakosság változása | Lakosság változása | Lakosság változása | Lakosság változása | Lakosság változása | Lakosság változása | Lakosság változása |
| ------------------ | ------------------ | ------------------ | ------------------ | ------------------ | ------------------ | ------------------ | ------------------ | ------------------ | ------------------ | ------------------ | ------------------ | ------------------ | ------------------ | ------------------ | ------------------ |
| 1857               | 1869               | 1880               | 1890               | 1900               | 1910               | 1921               | 1931               | 1948               | 1953               | 1961               | 1971               | 1981               | 1991               | 2001               | 2011               |
| 247                | 309                | 239                | 290                | 292                | 349                | 493                | 433                | 301                | 309                | 274                | 205                | 150                | 102                | 104                | 75                 |

## Nevezetességei
Szent György tiszteletére szentelt római katolikus temploma.

## Oktatás
„Silvije Strahimir Kranjčević” általános iskola Névna.